# Ширяев, Пётр Андреевич
Пётр Андреевич Ширяев (1913 год г. Балаково Самарской губернии — 1992 год, Москва) — советский учёный-металлург, экономист, специалист по методике определения эффективности капитальных вложений в металлургическое производство. Кандидат экономических наук, профессор кафедры экономики и организации производства МИСиС.

## Биография
Ширяев Петр Андреевич родился в 1913 г. в г. Балаково Самарской губернии (ныне г. Балаково относится к Саратовской области). В 1938 г. окончил Ленинградский политехнический институт по специальности «Организация и планирование металлургического производства», а в 1944 г. там же окончил аспирантуру и защитил диссертацию на соискание степени кандидата экономических наук.
Более полувека, с 1939 г. по 1992 г. работал в Гипромезе: инженером, руководителем группы, главным экономистом проекта, начальником экономического отдела, заместителем главного инженера и заместителем директора по экономическим вопросам.
С 1967 г. до своей кончины в 1992 г. по совместительству работал в МИСиС на кафедре экономики и организации производства в должности профессора.

## Научная и образовательная деятельность
При его участии и под его руководством в Гипромезе выполнены экономические части проектов многих отечественных и зарубежных металлургических заводов, работы по перспективам развития чёрной металлургии СССР, технико-экономические исследования по металлургическому производству, в особенности по доменному и сталеплавильному процессам, и методике определения эффективности капитальных вложений и новой техники.
В МИСиС читал курс «Основы технико-экономического проектирования и промышленного строительства», осуществлял руководство курсовым и дипломным проектированием, был членом ГЭК.
Ширяев П.А. успешно сочетал практическую деятельность с научными исследованиями и является автором ряда научных и учебно-методических трудов. Основными из них являются учебное пособие «Основы технико-экономического проектирования металлургических заводов» и (в соавторстве) учебник «Экономика черной металлургии СССР».
Был членом Научного совета по эффективности основных фондов, капитальных вложений и новой техники АН СССР, Научного совета КМА, Научно-экономических советов Госкомстата и Госснаба СССР, а также членом докторского диссертационного совета.

## Признание
Ширяев П.А. награжден орденом Ленина, орденом «Трудового Красного Знамени», медалями: «За трудовое отличие», «За доблестный труд в Великой Отечественной войне 1941-1945 гг.», «За восстановление предприятий черной металлургии Юга».